# آلن ماكديرميد
آلن ماكديرميد (Alan Graham MacDiarmid) هو كيميائي نيوزلندي ولد في 14 أبريل 1927 وتوفي في 7 فيفري 2007.
ولد آلن ماكديرميد في عائلة فقيرة وساهم الكساد الكبير في تأزم وضعها المادي. بدأ يظهر اهتمامه بالكيمياء في سن العاشرة من خلال كتب والده القديمة.
بعد حصوله على الماجستير عمل كمساعدا في قسم الكيمياء بجامعة فيكتوريا بولنجتون كما أكمل دراسته فيها وتخرج الأول على دفعته. فاز بمنحة واستطاع الالتحاق بجامعة ويسكونسن وتحصل على دكتوراه منها سنة 1953. تحصل على منحة جديدة سمحت له بالذهاب إلى جامعة كامبردج وتحصل فيها على دكتوراه جديدة. عمل بعد ذلك لمدة سنة في مدرسة الكيمياء بجامعة سانت اندرو في اسكتلندا. تحصل على منصب في جامعة بنسلفانيا وأصبح أستاذا بعضوية كاملة سنة 1964. عمل في الجامعة مدة 45 سنة.
تحصل سنة 2000 على جائزة نوبل في الكيمياء مع آلن هيغير وهيديكي شيراكاوا.
خطط للعودة إلى نيوزلندا لزيارة عائلته في بدابة فيفري 2007 ولكنه وقع في منزله الواقع في ضاحية بنسلفانيا وتوفي 7 فيفري 2007.

## البوليمرات الموصلة
أفضل بحث معروف له هو اكتشاف وتطوير البوليمرات الموصلة، المواد البلاستيكية (لدائن) التي توصل التيار الكهربائي.تعاون في هذا البحث مع الكيميائي الياباني هيديكي شيراكاوا والفيزيائي الأمريكي ألن هيجر ونشروا أول النتائج التي حصلوا عليها في عام 1977. فاز الثلاثة بجائزة نوبل في الكيمياء (بالتشارك) في عام 2000 م نظير جهودهم في هذا العمل.منحت لهم جائزة نوبل لاكتشافهم أن بعض أنواع البلاستيك يمكن أن تكون قادرة على توصيل التيار الكهربائي بعد إدخال بعض التعديلات عليها (تطعيمها).

## روابط خارجية
- آلن ماكديرميد على موقع الموسوعة البريطانية (الإنجليزية)
- آلن ماكديرميد على موقع مونزينجر (الألمانية)
- آلن ماكديرميد على موقع إن إن دي بي (الإنجليزية)